# Mixothrips nakaharai
Mixothrips nakaharai är en insektsart som beskrevs av Laurence A. Mound och Marullo 1996. Mixothrips nakaharai ingår i släktet Mixothrips och familjen rörtripsar. Inga underarter finns listade i Catalogue of Life.